# 扁囊薹草
扁囊薹草（学名：Carex coriophora）为莎草科薹草属下的一个种。分布于蒙古、俄罗斯东西伯利亚以及中国大陆的黑龙江、河北、青海、甘肃、山西、内蒙古等地，生长于海拔700米至3,500米的地区，常生于河岸旁湿草地、沼泽地踏头上及山坡。

## 亚种
浪淘殿薹草（学名：Carex coriophora subsp. langtaodianensis）为莎草科薹草属扁囊薹草的亚种。分布在中国大陆的甘肃等地，生长于海拔3,000米的地区，见于沼泽地。